# Luigi's Mansion
Luigi's Mansion, i Japan känt som Luigi Mansion (ルイージマンション Ruīji Manshon?), är ett actionäventyr släppt av Nintendo till Gamecube 2001. Spelet var en lanseringstitel till Gamecube. Det är ett av få Mario-spel där Luigi är huvudpersonen istället för Mario.
Spelet handlar om att Luigi vinner en herrgård i en tävling som han inte har deltagit i. Överlycklig över sin vinst ringer han Mario och ber honom att möta honom vid herrgården. Men när Luigi kommer fram märker han att Mario inte syns till och att herrgården är hemsökt av spöken. Inne i herrgården möter han Professor E. Gadd som berättar att Mario har blivit kidnappad av spökena och nu måste Luigi rädda honom.
Luigi's Mansion möttes av relativt positiv kritik från recensenter, men kritiserades för att vara för kort. Spelet såldes i över 2,5 miljoner exemplar, och är det femte bäst säljande Gamecube-spelet i USA. Det var ett av de första spelen som släpptes som Player's Choice-titlar för konsolen. En uppföljare, Luigi's Mansion 2, tillkännagavs till Nintendo 3DS den 7 juni 2011 på E3.